# Maria Hovmark
Maria Hovmark (født. 11. maj 1999 i Rødovre) er en kvindelig dansk fodboldspiller der spiller angreb for FC København

## Meritter

### Klub
Brøndby IF
Elitedivisionen 
- Vinder: 2018-19
- Sølv: 2017-18

Sydbank Kvindepokalen 
- Vinder: 2018
- Finalist: 2019